# Харт, Линда
Ли́нда Харт (англ. Linda Hart; 5 июля 1950, Даллас, Техас, США) — американская актриса

 и певица

.

## Биография и карьера
Харт родилась в Далласе, штат Техас. В детстве Харт пела в церковном хоре; в возрасте семи лет она присоединилась к отцу, покойному Ральфу Харту (проповеднику) и остальной семье в «Харты», еженедельном телесериале «Евангелие». Харт посещала Лос-Анджелесский городской колледж, где она специализировалась на театре. Учась в колледже, однако, её семья получила контракт на запись с Columbia Records; Харт присоединилась к ним и переехала в Нэшвилл на работу. Группа записала несколько альбомов Евангелия, многие из которых были номинированы на премию «Грэмми» и один из них получил эту преми.
Брэдвейский дебют Харт состоялся в 1987 году. На телевидении она сыграла главную роль в короткометражном комедии «Победитель» в 2006 году. До этого она появлялась в эпизодах различных телесериалов.

## Избранная фильмография
| Год  |    | Русское название      | Оригинальное название | Роль                   |
| ---- | -- | --------------------- | --------------------- | ---------------------- |
| 1981 | с  | Придурки из Хаззарда  | The Dukes of Hazzard  | Лиза                   |
| 1987 | с  | Блюз Хилл-стрит       | Hill Street Blues     | Долорес                |
| 1993 | ф  | Идеальный мир         | A Perfect World       | Официантка Айлин       |
| 1993 | тф | Цыганка               | Gypsy                 | Мисс Мазеппа           |
| 1994 | с  | Прикосновение ангела  | Touched by an Angel   | Кристин Морроу         |
| 1995 | ф  | Достать коротышку     | Get Shorty            | Фэй Дево               |
| 1996 | ф  | Жестяной кубок        | Tin Cup               | Дорин                  |
| 1999 | ф  | Свой человек          | The Insider           | Миссис Виганд          |
| 2001 | с  | Практика              | The Practice          | Викки Херман           |
| 2002 | ф  | Шоу начинается        | Showtime              | Официантка             |
| 2005 | с  | Отчаянные домохозяйки | Desperate Housewives  | Милли                  |
| 2009 | с  | Кости                 | Bones                 | Миссис Люсия Бертолино |